# American Crime Story
American Crime Story je americký kriminální televizní seriál inspirovaný skutečnými událostmi, který byl vytvořen Scottem Alexanderem a Larrym Karaszewskim společně s výkonnými producenty Bradem Falchukem, Ninou Jacobsonovou, Ryanem Murphym a Bradem Simpsonem. Jedná se po seriálu American Horror Story o druhý televizní projekt zasazený v mediální franšíze American Story. Každá z řad má vlastní příběh a stojí nezávisle na ostatních; Alexander a Karaszewski vytvořili pouze první řadu seriálu, u ostatních však zůstali jako výkonní producenti. Ve Spojených státech je seriál premiérově vysílán na televizní stanici FX.
První řada Lid versus O. J. Simpson popisuje soudní proces s O. J. Simpsonem. Měla premiéru 2. února 2016. Druhá řada je nazvána Versace a popisuje smrt módního návrháře Gianni Versace, kterého zabil sériový vrah Andrew Cunanan. Její premiéra se uskutečnila 17. ledna 2018. Impeachment je třetí řadou seriálu, která měla premiéru 7. září 2021 a která popisuje sexuální skandál Moniky Lewinské a prezidenta Billa Clintona.
Ve vývoji byla řada zabývající se následky hurikánu Katrina, nicméně stanice FX v únoru 2019 od její tvorby upustila. Od roku 2021 je ve vývoji potenciální čtvrtá řada nazvaná Studio 54, jež by měla popisovat vzestup a pád zakladatelů Studia 54 Steva Rubella a Iana Schragera.

## Synopse
První řada seriálu nese název Lid versus O. J. Simpson a popisuje soudní proces s O. J. Simpsonem. Je natočená podle knižní předlohy Jeffreyho Toobina The Run of His Life: The People v. O. J. Simpson.
Versace je druhou řadou a popisuje smrt módního návrháře Gianni Versace, kterého v červenci 1997 zabil sériový vrah Andrew Cunanan. Je inspirovaná knihou Vulgar Favors: Andrew Cunanan, Gianni Versace, and the Largest Failed Manhunt in U. S. History od spisovatelky Maureen Orthové.
Třetí řada zvaná Impeachment se zaměřuje na sexuální skandál Moniky Lewinské a prezidenta Billa Clintona během jeho úřadování. Vychází z knihy Jeffreyho Toobina A Vast Conspiracy: The Real Story of the Sex Scandal That Nearly Brought Down a President.

## Obsazení

### Lid versus O. J. Simpson
| Sterling K. Brown   | Christopher Darden (český dabing: Petr Štěpán)     |
| Kenneth Choi        | soudce Lance Ito (český dabing: David Matásek)     |
| Christian Clemenson | William Hodgman (český dabing: Igor Bareš)         |
| Cuba Gooding ml.    | O. J. Simpson (český dabing: Martin Sobotka)       |
| Bruce Greenwood     | Gil Garcetti (český dabing: Jan Šťastný)           |
| Nathan Lane         | F. Lee Bailey (český dabing: Jiří Knot)            |
| Sarah Paulsonová    | Marcia Clark (český dabing: Radka Přibyslavská)    |
| David Schwimmer     | Robert Kardashian (český dabing: Daniel Rous)      |
| John Travolta       | Robert Shapiro (český dabing: Pavel Trávníček)     |
| Courtney B. Vance   | Johnnie Cochran (český dabing: Otakar Brousek ml.) |

### Versace
| Édgar Ramírez    | Gianni Versace (český dabing: Zdeněk Hruška)   |
| Darren Criss     | Andrew Cunanan (český dabing: Jan Cina)        |
| Ricky Martin     | Antonio D'Amico (český dabing: Lumír Olšovský) |
| Penélope Cruzová | Donatella Versace (český dabing: Dana Černá)   |

### Impeachment
| Sarah Paulsonová       | Linda Tripp            |
| Elizabeth Feldsteinová | Monika Lewinská        |
| Annaleigh Ashford      | Paula Jones            |
| Margo Martindale       | Lucianne Goldberg      |
| Edie Falco             | Hillary Clintonová     |
| Clive Owen             | prezident Bill Clinton |

## Seznam dílů
| Řada | Díly | Premiéra v USA | Premiéra v USA    | Premiéra v ČR  | Premiéra v ČR  |
| Řada | Díly | První díl      | Poslední díl      | První díl      | Poslední díl   |
| ---- | ---- | -------------- | ----------------- | -------------- | -------------- |
| 1    | 10   | 2. února 2016  | 5. dubna 2016     | 6. května 2018 | 9. června 2018 |
| 2    | 9    | 17. ledna 2018 | 21. března 2018   | 7. dubna 2018  | 5. května 2018 |
| 3    | 10   | 7. září 2021   | 9. listopadu 2021 | bude oznámeno  | bude oznámeno  |

## Produkce

### Vývoj

#### Lid versus O. J. Simpson
Dne 7. října 2014 televizní stanice FX oznámila, že objednala 10dílnou řadu seriálu American Crime Story. Vytvořili ji Scott Alexander a Larry Karaszewski, kteří jsou společně s Ryanem Murphym a Bradem Falchukem výkonnými producenty. Murphy režíroval pilotní epizodu seriálu. Dalšími výkonnými producenty jsou Nina Jacobson, Brad Simpson Anthony Hemingway a D. V. DeVincentis. Všech deset dílů napsali Alexander a Karaszewski. Seriál měl být vysílán na stanici Fox, později však byla jeho premiéra přesunuta na sesterskou stanici FX.

#### Katrina
Druhá řada seriálu byla oznámena pod názvem Katrina a měla primárně vycházet z knihy The Great Deluge: Hurricane Katrina, New Orleans, and the Mississippi Gulf Coast spisovatele Douglas Brinkleyho. V hlavních rolích se měli objevit Annette Beningová jako Kathleen Blanco, Matthew Broderick jako Michael D. Brown a Dennis Quaid jako prezident George W. Bush. Později však bylo ohlášeno, že příběh seriálu bude vycházet z knihy Five Days at Memorial: Life and Death in a Storm-Ravaged Hospital spisovatelky Sheri Finkové a bude se zaměřovat na práci a rozhodnutí doktorů v Memorial Medical Center. Sarah Paulsonová se měla objevit v roli doktory Anny Pouové, jež byla ve službě během úderu hurikánu Katrina. Cuba Gooding ml. a Courtney B. Vance, kteří se objevili v první řadě, se měli vrátit v řadě druhé, kvůli změně zdrojového materiálu byla nakonec obsazena pouze Paulsonová; projekt následně opustili herci Beningová, Broderick a Quaid. Nicméně producenti řekli, že se pokusí najít nové postavy alespoň pro některé z již obsazených herců.
Katrina měla být druhou řadou seriálu a Versace řadou třetí. V červnu 2017 však bylo oznámeno, že produkce řady začne nejdříve na začátku roku 2018. V téže době měl mít premiéru Versace, jenž se tak stal druhou řadou seriálu. Na začátku února 2019 John Landgraf potvrdil, že bylo od příběhu Katriny opuštěno a nebude tak tématem žádných budoucích řad.

#### Versace
Dne 18. října 2016 bylo oznámeno, že třetí řada seriálu nese název The Assassination of Gianni Versace: American Crime Story. Bylo také ohlášeno, že anglický spisovatel Tom Rob Smith napíše scénář k několika dílům řady, včetně prvních dvou, přičemž výkonný producent Ryanem Murphym bude režírovat úvodní díl. Po finále první řady, jež bylo odvysíláno v dubnu 2016, bylo odhaleno, že se tvůrci Scott Alexander a Larry Karaszewski nebudou podílet na druhé řadě.
V červnu 2017 bylo oznámeno, že produkce Katriny začne nejdříve na začátku roku 2018, v téže době měl mít premiéru Versace, jenž se tak stal druhou řadou seriálu. Dne 2. října 2017 byl pověřen režírováním osmého dílu Matt Bomer, herec ze seriálu American Horror Story. Pracovní název řady během její produkce zněl American Crime Story: Versace/Cunanan. V prosinci 2017, po prvním veřejném promítání řady, bylo odhaleno, že Versace bude složen z devíti dílů a nikoliv z deseti, jak bylo původně oznámeno.

#### Impeachment
Vývoj čtvrté řady, jež měla být vysílána po Katrině, byl oznámen v lednu 2017. Jeho téma vycházelo z knihy Jeffreyho Toobina A Vast Conspiracy: The Real Story of the Sex Scandal That Nearly Brought Down a President a mělo popisovat sexuální skandál Moniky Lewinské a prezidenta Billa Clintona. Nicméně v dubnu 2018 producent seriálu Murphy uvedl, že vývoj řady byl ukončen.
Dne 6. srpna 2019 bylo oznámeno, že byla znovu ve vývoji řada zaměřující se na aféru Lewinské a Clintona; ponese název Impeachment a bude se jednat v pořadí o třetí řadu seriálu. Její produkce začala v říjnu 2020, a to navzdory tomu, že měla mít premiéru 27. září téhož roku. Stanice posunula premiéru kvůli Murphyho harmonogramu a později také kvůli probíhající pandemii covidu-19. Lewinsky se stal spoluproducentem řady. Na konci srpna 2020 bylo ohlášeno, že se v řadě objeví postava Hillary Clintonové, nebude však mít významnou roli.

#### Studio 54
Krátce před premiérou Impeachmentu byl 13. srpna 2021 oznámen vývoj potencionální čtvrté řady nazvané Studio 54. Měla by se zaměřovat na vzestup a pád Steva Rubella a Iana Schragera, dvou zakladatelů nočního klubu Studio 54, během 70. let 20. století a na jejich odsouzení za daňový podvod.

### Obsazení
V první řadě byli Cuba Gooding ml. a Sarah Paulsonová obsazeni jako první do rolí Simpsona a Marcia Clarkové. Následně byl do role Roberta Kardashiana obsazen David Schwimmer. V lednu 2015 bylo oznámeno, že se v roli Roberta Shapira objeví John Travolta, jenž se na seriálu bude podílet také jako producent. V únoru 2015 se k seriálu připojil Courtney B. Vance jako Johnnie Cochran. V březnu 2015 bylo ohlášeno, že si Connie Britton zahraje ve vedlejší roli Faye Resnick. V dubnu 2015 byl obsazen Sterling K. Brown jako Christopher Darden, Jordana Brewsterová jako Denise Brown, a Kenneth Choi jako soudce Lance Ito. V květnu 2015 bylo potvrzeno, že Selma Blairová se ujme role Kris Kardashian Jenner. V červnu 2015 se k obsazení přidal Nathan Lane jako F. Lee Bailey.
V únoru 2017 byla do nakonec nevyrobené řady Katrina obsazena Annette Beningová jako Kathleen Blanco a Matthew Broderick jako Michael D. Brown. Téhož měsíce byli herci Édgar Ramírez a Darren Criss obsazeni do rolí Gianniho Versaceho a Andrewa Cunanana řady Versace. Objevily se zprávy, že zpěvačka Lady Gaga ztvární v řadě Donatellu Versace, ty však Murphy vyvrátil. Do role byla později obsazena Penélope Cruzová. V dubnu roku 2017 získal roli Antonia D'Amica, Versaceho dlouholetý partner, zpěvák Ricky Martin. Dne 28. dubna 2017 byla na natáčení Versaceho viděna herečka Annaleigh Ashford spolu s Darren Criss. Dne 21. června 2017 bylo ohlášeno, že Ashford ztvární Elizabeth Cote, Cunananovu kamarádku ze střední školy, a Nico Evers-Swindell si zahraje jejího manžela, Philipa Merrilla. Murphy prostřednictvím svého instagramového účtu zveřejnil 5. května 2017 informaci, že se v seriálu objeví Max Greenfield. Dne 21. června 2017 bylo oznámeno obsazení Finna Wittrocka do role Jeffreyho Traila, Cunananovy první oběti. V listopadu 2017 bylo na twitterovém účtu seriálu odhaleno, že jsou součástí obsazení také Judith Light a Dascha Polanco. V prosinci 2017 zveřejnila oficiální stránka seriálu obsazení řady; Max Greenfield se objeví jako Ronnie, Judith Light jako Marilyn Miglin, Dascha Polanco jako detektivka Lori Wieder, Jon Jon Briones jako Modesto Cunanan, Cody Fern jako David Madson a Mike Farrell jako Lee Miglin.
V únoru 2017 producent seriálu Ryan Murphy odhalil, že si v řadě Impeachment zahraje herečka Sarah Paulsonová, nikoliv však v roli Hillary Clintonové. V srpnu 2019 bylo oznámeno, že Sarah Paulsonová, Beanie Feldsteinová a Annaleigh Ashford byly obsazeny jako Linda Tripp, Monika Lewinská a Paula Jones. Téhož měsíce bylo uvedeno, že role Hillary Clintonové nebude v seriálu významná. Dne 15. listopadu 2019 byl do seriálu obsazen Clive Owen, jenž si v něm zahraje prezidenta Billa Clintona, a Anthony Green, který ztvární viceprezidenta Al Gora. Ke konci měsíce se k obsazení přidala Margo Martindale v roli Lucianne Goldbergové. V lednu 2020 bylo ohlášeno, že se Billy Eichner objeví v roli novináře Matta Drudge a Betty Gilpin v roli konzervativní komentátorky Ann Coulterová; Gilpin však byla nakonec přeobsazena a role se ujala Cobie Smulders. V březnu bylo oznámeno, že si Hillary Clintonovou zahraje Edie Falco. K obsazení se v srpnu 2021 připojila Judith Light jako Susan Carpenter-McMillan a Mira Sorvino, Blair Underwood, Joseph Mazzello, Dan Bakkedahl, Kevin Pollak a Patrick Fischler.

### Natáčení
První řada seriálu se započala natáčet 14. května 2015 v Los Angeles v Kalifornii. Natáčení druhé řady začalo v květnu 2017 v Miami a skončilo v týdnu od 13. listopadu téhož roku. Natáčení třetí řady se přesunulo zpět do Los Angeles a mělo v něm začít 21. března 2020 a poté na podzim téhož roku, v obou případech však muselo dojít kvůli pandemii covidu-19 k jeho pozastavení. Nakonec se natáčelo od ledna do srpna 2021.